# Peyriac-de-Mer
Peyriac-de-Mer är en kommun i departementet Aude i regionen Occitanien  i södra Frankrike. Kommunen ligger  i kantonen Sigean som ligger i arrondissementet Narbonne. År 2022 hade Peyriac-de-Mer 1 191 invånare.

## Befolkningsutveckling
Antalet invånare i kommunen Peyriac-de-Mer
Referens: INSEE

## Galleri

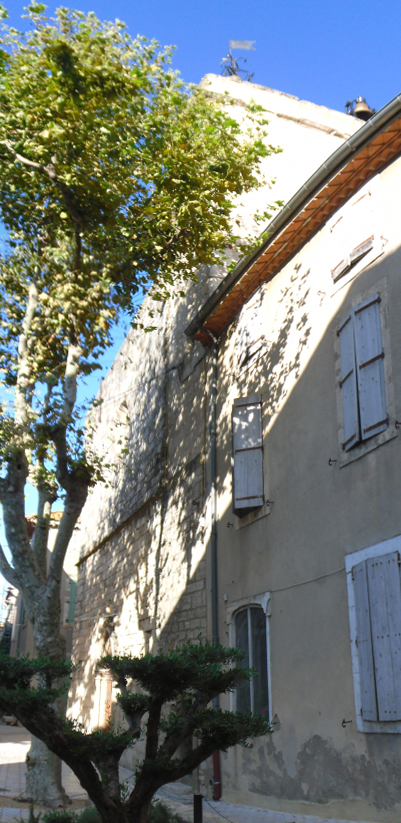

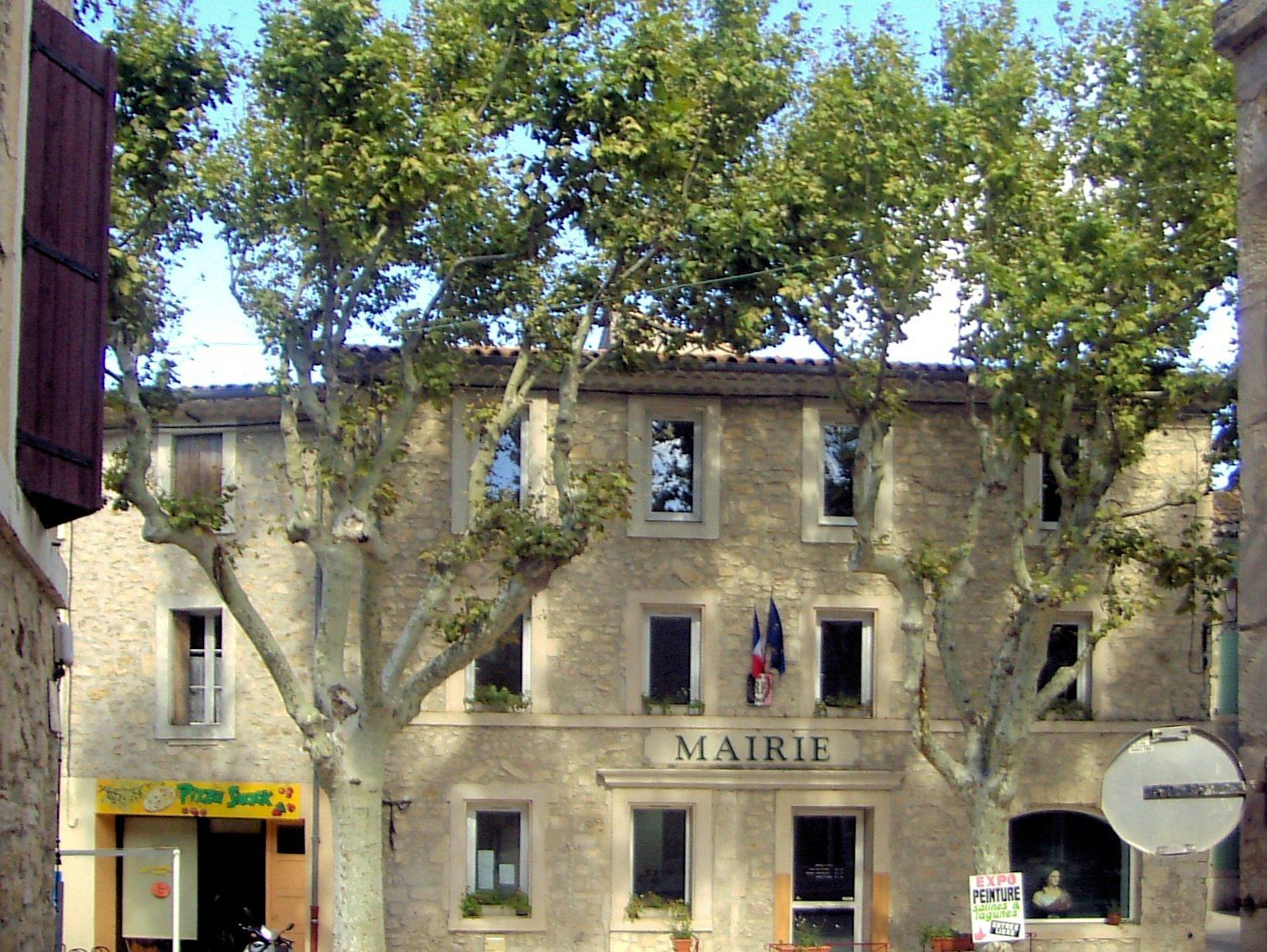